# Shō Araki
Shō Araki (jap. 荒木 翔, Araki Shō; * 25. August 1995 in Sagamihara, Präfektur Kanagawa) ist ein japanischer Fußballspieler.

## Karriere
Shō Araki erlernte das Fußballspielen in den Jugendmannschaften vom Ohnadai SC und FC Corazon, in der Schulmannschaft der Japan Aviation High School sowie in der Universitätsmannschaft der Kokushikan-Universität. Seinen ersten Profivertrag unterschrieb er 2018 bei Ventforet Kofu. Der Verein aus Kōfu, einer Großstadt in der Präfektur Yamanashi auf Honshū, der Hauptinsel Japans, spielte in der zweithöchsten Liga des Landes, der J2 League. Am 15. Oktober 2022 stand er mit Kofu im Finale des japanischen Pokals, wo man im Elfmeterschießen den Erstligisten Sanfrecce Hiroshima besiegte.

## Erfolge
Ventforet Kofu
- Japanischer Pokalsieger: 2022